# Daniele Romano
Daniele Romano (* 5. Mai 1993) ist ein Schweizer Fussballspieler. Er spielt als offensiver Mittelfeldspieler für den FC Baden in der Challenge League.

## Karriere
Mit sechs Jahren begann Romano seine Fussballkarriere beim FC Wohlen. Dort hatte er alle Stationen der Juniorenabteilung durchlaufen, ehe er zum Team Aargau (gemeinsame Nachwuchsförderung des FC Aarau, FC Wohlen und FC Baden) wechselte. 2011 stiess er zum Fanionteam des FC Wohlen und gab am 25. Mai 2011 im Spiel gegen den FC Locarno sein Debüt in der Challenge League. Am 7. April 2011 bestritt Romano sein erstes Länderspiel für die U18-Schweizer Nationalmannschaft gegen Portugal.
In der Saison 2012/13 wechselte Romano zum FC Aarau, für den er auf der Aussenbahn spielt. Ab März 2013 gehörte er dem Kader der U21-Schweizer Nationalmannschaft an.